# Joseph William Tobin
Joseph William Tobin (n. Detroit, Míchigan, Estados Unidos, 3 de mayo de 1952) es un arzobispo católico, filósofo, profesor y teólogo estadounidense. Miembro de la Congregación Redentorista. Fue ordenado sacerdote para la arquidiócesis de Detroit en 1978. Durante estos años además de ocupar diversos argos episcopales, ha sido arzobispo titular de Obba y secretario de la Congregación para los Institutos de Vida Consagrada y las Sociedades de Vida Apostólica.
Fue desde octubre de 2012 el XII arzobispo metropolitano de Indianápolis.
Actualmente es el X Arzobispo de Newark
Fue designado por el papa Francisco para ser creado cardenal en el consistorio, que tuvo lugar el 19 de noviembre de 2016.

## Primeros años

### Formación y sacerdocio
Joseph William nació el día 3 de mayo de 1952 en la ciudad de Detroit. Es el mayor de 13 hermanos.
Cuando descubrió su vocación religiosa, ingresó en la Congregación del Santísimo Redentor "o más conocidos como Redentoristas" (C.Ss.R.). Con ellos hizo su profesión perpetua el 5 de agosto de 1972 y los votos monásticos el 21 de agosto de 1976.   
Durante esa época se licenció en Filosofía por el "Holy Redeemer College" de Waterford (Wisconsin) y obtuvo una Maestría en Educación religiosa y Teología pastoral por el "Mount St. Alphonsus Seminary" de Esopus (Nueva York).
Fue ordenado sacerdote el 1 de junio de 1978 por el entonces cardenal-arzobispo metropolitano John Francis Dearden.
Tras su ordenación comenzó a ejercer su ministerio pastoral, siendo entre 1979 y 1990 vicario parroquial y después párroco de la iglesia que él ha frecuentado desde niño "la del Santísimo Redentor en Detroit", más tarde de la parroquia San Alfonso en Chicago (Illinois) y fue vicario episcopal y colobaró en el tribunal sobre el matrimonio diocesano local de la arquidiócesis de Detroit.
Luego entre 1991 y 2008 ha sido elegido consultor general de los Padres Redentoristas y más tarde superior general por dos mandatos, teniendo que ir a Brasil e Italia. También fue vicepresidente de la Unión Internacional de Superioras Generales (UISG), miembro de esa misma institución y del Consejo de Relaciones entre la Congregación para los Institutos de Vida Consagrada y las Sociedades de Vida Apostólica. 
En junio de 2009 la Santa Sede le pidió que fuese unos de los Visitadores Apostólicos en las órdenes religiosas masculinas de Irlanda, para poder tratar los tratar los casos de pederastia dados en la Iglesia del país.
Al año siguiente fue hacia Reino Unido para asistir a clases y seminarios impartidos en la casa Blackfriars (Oxford) y en el instituto de los Hermanos de La Salle, impulsado por el interés sobre el aumento de la secularización y la cultura secular.
También es políglota, ya que sabe hablar con fluidez los idiomas inglés, francés, italiano, portugués y español.

## Carrera episcopal
El 2 de agosto de 2010, el papa Benedicto XVI le nombró oficialmente obispo titular con dignidad de arzobispo de la sede de Obba y secretario de la Congregación para los Institutos de Vida Consagrada y las Sociedades de Vida Apostólica (CICLSA), siendo el segundo estadounidense en ocupar este cargo.
De su nombramiento se enteró dos semanas antes de que se anunciara públicamente y él dijo:
Al ser elegido obispo, eligió su escudo y su lema: "Gaudete in Domino" (en latín)-"Regocijaos en el Señor" (en castellano).
Recibió la consagración episcopal en Roma, el día 9 de octubre de ese año, a manos de los cardenales Tarcisio Bertone como principal consagrante y como co-consagrantes los cardenales Agostino Vallini y Franc Rodé.
En cuanto comenzó a ejercer su cargo, llevó a cabo una inspección de los ministerios y organización de los 341 institutos de religiosas apostólicas en los Estados Unidos, con la Congregación para la Doctrina de la Fe realizó una evaluación doctrinal de la Conferencia de Liderazgo de Mujeres Religiosas (LCWR) y se centró en la ortodoxia teológica fundamental.
En este cargo permaneció hasta 2012, cuando fue sucedido por el español José Rodríguez Carballo.

### Arzobispo de Indianápolis
El 18 de octubre de 2012, Tobin fue nombrado por el papa Benedicto XVI arzobispo metropolitano de la arquidiócesis de Indianápolis (Indiana), en sustitución de Mons. Daniel Mark Buechlein. De esta forma se convirtió en el 12.º arzobispo de esa sede.
En mayo de 2016, la Santa Sede lo eligió como Delegado ante el caso de la sociedad Sodalicio de Vida Cristiana, con la misión de aconsejar y sostener al superior general y al gobierno del Sodalicio en el cumplimiento de todas sus competencias.
El 9 de octubre de 2016, el papa Francisco anunció su elevación al rango de cardenal, la cual se verificó en el consistorio cardenalicio que tuvo lugar el día 19 de noviembre del mismo año.

### Arzobispo de Newark
El 7 de noviembre de 2016, el papa Francisco lo nombró arzobispo de Newark, una ciudad que nunca antes había sido presidida por un cardenal. Tobin tomó posesión de la diócesis el 6 de enero de 2017.
El 10 de enero de 2017 fue nombrado miembro de la Congregación para los Institutos de Vida Consagrada y las Sociedades de Vida Apostólica.
El 25 de marzo de 2019 fue nombrado miembro de la Congregación para la Educación Católica ad quinquennium.
El 27 de agosto de 2019 fue nombrado miembro del Pontificio Consejo de la Cultura ad quinquennium.
El 28 de abril de 2020 fue nombrado miembro del Pontificio Consejo para la Promoción de la Unidad de los Cristianos ad quinquennium.
El 14 de julio de 2020 fue nombrado miembro del Consejo de Asuntos Económicos de la Santa Sede ad quinquennium.
El 9 de febrero de 2021 fue nombrado miembro de la Congregación para los Obispos ad quinquennium.
El 4 de mayo de 2021 fue nombrado miembro del Supremo Tribunal de la Signatura Apostólica ad quinquennium.
El 10 de enero de 2022 fue confirmado como miembro de la Congregación para los Institutos de Vida Consagrada y las Sociedades de Vida Apostólica  ad aliud quinquennium.
El 22 de noviembre de 2022 fue nombrado miembro del Dicasterio para la Cultura y la Educación ad quinquennium.
Desde esta sede, Tobin se ha declarado contrario a las políticas antiinmigración de Donald Trump y partidario de acoger a los migrantes en los Estados Unidos. También se ha mostrado favorable a un incremento de la participación de la mujer en la Iglesia, incluido el sacerdocio; en una entrevista al New York Times de diciembre de 2017 declaró: «No veo que haya ninguna razón teológica convincente para que el papa no pueda proclamar cardenal a una mujer».
Así mismo, ha manifestado su disgusto por las actitudes y expresiones discriminatorias hacia el colectivo LGBT. Para ejemplificar su posición al respecto, en 2017 organizó un acto de bienvenida en la catedral para gais y lesbianas católicos y sus familias. También dio su apoyo al libro Building a Bridge (2017), escrito por el jesuita James Martin, en el cual se anima a la Iglesia a modificar su postura hacia este colectivo. Respecto a los escándalos sexuales referidos a la época de sus predecesores —los arzobispos Theodor McCarrick y John J. Myers— Tobin ha manifestado que, en su momento, desconocía totalmente los hechos. Además, tras las denuncias en 2018 de seis sacerdotes respecto a la existencia en el pasado de prácticas sexuales inapropiadas y una «subcultura gay» en Newark, recomendó a sus párrocos que no hablasen con la prensa sino que remitieran sus dudas o testimonios al director de comunicación de la arquidiócesis.